# Amerikaans-Surinaamse betrekkingen
Amerikaans-Surinaamse betrekkingen verwijzen naar de huidige en historische betrekkingen tussen de Verenigde Staten en Suriname. 
Uit een onderzoek uit 2012 komt naar voren dat ongeveer de helft van de Surinamers (51%) positief staat tegenover Amerikaans leiderschap in de wereld. Zo'n 4% is daar tegen.

## Geschiedenis
De Verenigde Staten zijn sinds het begin van de onafhankelijkheid in 1975 aanwezig met een ambassade in Paramaribo. Sinds 1976 is Suriname ook in Washington D.C. diplomatiek vertegenwoordigd, met Roël Karamat als eerste ambassadeur.
Na het militaire regime van Desi Bouterse in de jaren 1980, keerde Suriname in 1991 terug naar een democratische regering. De Verenigde Staten en Nederland steunden de regering-Venetiaan I en gaven daarbij prioriteit aan het terugdringen van de rol van de militairen in de politiek. Beide mogendheden sloten een eventueel militair ingrijpen in Suriname niet uit en werkten een worstcasescenario uit indien Bouterse opnieuw de macht zou grijpen met het Nationale Leger.

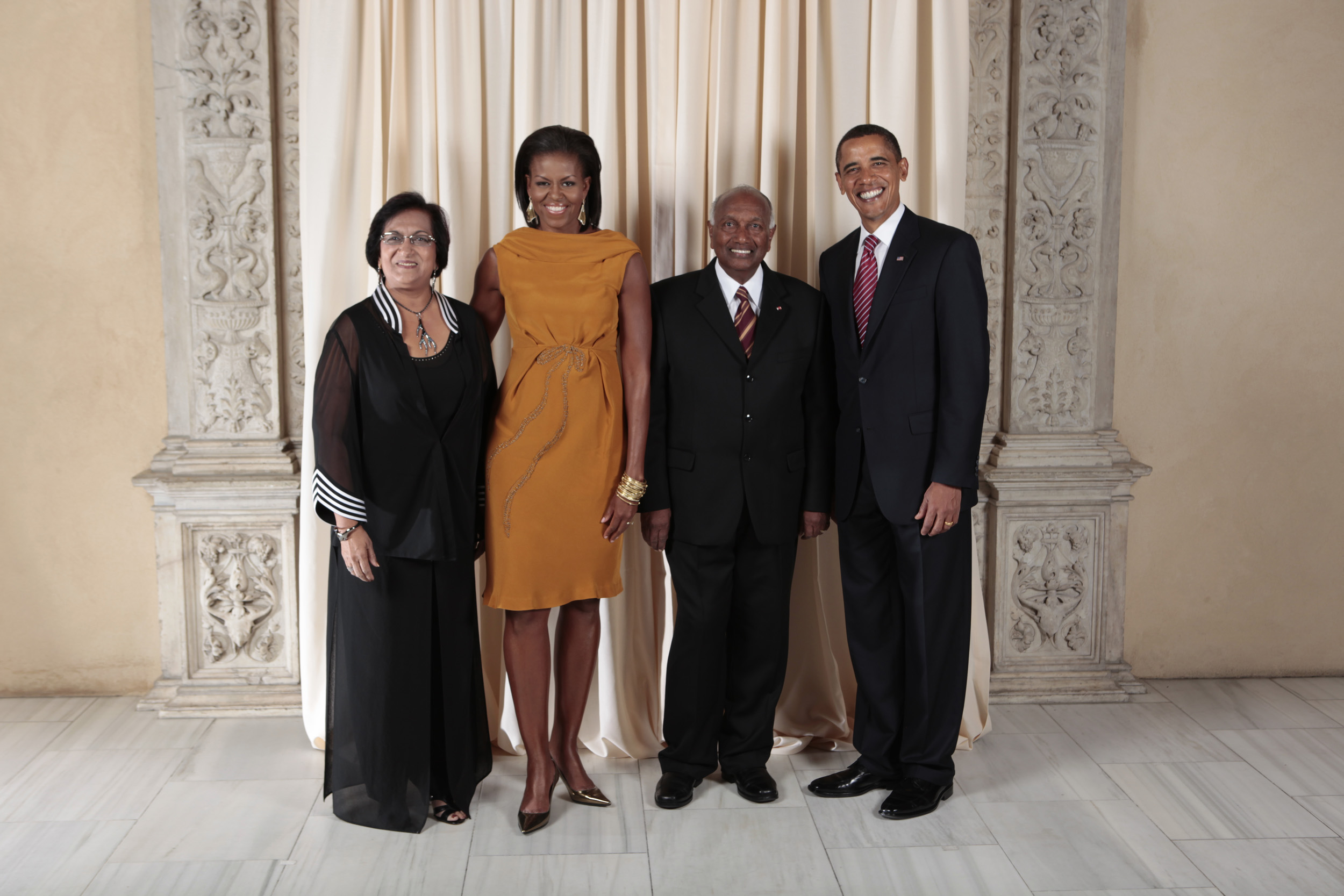
De echtparen Sardjoe en Obama

Rond 2020 bieden de Verenigde Staten allerlei ondersteuning aan Suriname, variërend van militaire samenwerking tot de stimulering van de welvaart door versterking van het maatschappelijk middenveld met culturele en educatieve programma's en uitwisselingen. Sinds circa 2006 is een afvaardiging van het South Dakota National Guard in Suriname om deel te nemen aan ontwikkelingsprojecten. In augustus 2021, tijdens de coronacrisis, ontving Suriname een Amerikaanse donatie van 140.000 Pfizer-BioNTech-vaccins. Ambassadeur Robert Faucher zei in 2023 dat Amerikaanse bedrijven geïnteresseerd zijn om in Suriname te investeren indien Suriname erin slaagt stabiliteit te creëren.

## Diplomatieke missies
- Ambassade van de Verenigde Staten in Suriname
- Ambassade van Suriname in de Verenigde Staten
- Surinaams consulaat-generaal: Miami en New Orleans
- Permanente missie bij de Verenigde Naties in New York
- Permanente missie bij de Organisatie van Amerikaanse Staten in Washington D.C.